# 佐々木佑花
佐々木 佑花（ささき ゆうか、1983年6月10日 - ）は、北海道放送の社員。元アナウンサー。
2019年秋より同局スポーツディレクター。

## 来歴・人物
- 岩手県盛岡市出身。
- 岩手県立盛岡第二高等学校、日本女子大学卒業。
- 高校時代は演劇部に所属。
- 世界遺産検定2級を取得している。[2]

- 2006年、北海道放送に入社。
- 2015年、円山登山を初めて行った[3]。
- 2016年3月に6年担当した「森崎博之のあぐり王国北海道」を卒業（後任は金井憧れ、タイトルも「あぐり王国北海道NEXT」へ改題。2017年4月からは森結有花が担当）し、4月からスポーツ担当に配置換えとなった。その年に、北海道日本ハムファイターズのリーグ優勝(9月27日)[4]、日本一(10月29日)[5]、北海道コンサドーレ札幌のJ2優勝・昇格(11月20日)[6]と3度のビールかけリポートを行った。
- 2019年秋　アナウンス部よりスポーツ部へ異動[要出典]。
- 2020年 2月11日HBCラジオ朝刊さくらい内でファイターズ沖縄キャンプの模様をディレクターとして電話中継出演[要出典]。

## 過去の担当番組

### テレビ
- 森崎博之のあぐり王国北海道（2010年4月 -2016年3月25日）[1]
- Hana*テレビ
- 女子アナがご紹介!テレビ局がオススメする全国の名産品「テレものスペシャル」[7]
- 決定!全国47都道府県超ランキングバトル!!出身県で性格診断!?ニッポン県民性発表SP（北海道代表。SP3、2006年12月27日 - ）
- ユメイロ。（2008年4月〜2009年3月）
- ジョシアナ[8]（2008年10月 - 2009年3月）
- 中村美彦の無頼放談
- 発見!人間力
  1. 其の35「海の生き物の素顔を伝えたい」ナレーター
  2. 其の52「夢の車両で地域の足を守りたい」ナレーター
- リンカーン（2010年2月23日）Hana*テレビの部分で出演
- 〜ぐるめTV〜たべれば北海道
- グッチーの 今日ドキッ!(2011年3月 - ）※フィールドキャスター
  - 2011年3月 - 2016年3月中継リポーターとして出演。
  - 2016年3月28日-2018年3月スポーツキャスターとして出演[9]。
  - 2018年3月26日 -フィールドキャスターとして出演。
- 2013年7月4日深夜放送の『もくよう☆アプリ』に、ピンチヒッターとして出演。[10]
- 『未来を咲かそう 15歳の春！公立高校入試解答速報』[11]（2016年度分は、3月3日(水）15:44(JST)〜放送）[12]
- HBCニュース不定期

### ラジオ
- DONと赤城のおぢさんツインカム!
- 石塚かおりの午後の楽園（新潟放送[13]）
- カマス(TBCラジオ、2008年11月7日 女子アナ道場破り)
- HBCミュージックナイター「フルカウント!」（2010年10月 - 2011年3月 水曜日担当）
- 4 you (2013年7月 - 2014年6月)

佐藤彩アナウンサーと1週交代で出演。
- 中村美彦の一筆啓上[15]
- 「カーナビラジオ午後一番」中継リポーター（2015年2月23日〜25日）大森俊治のカバー出演。[16]
- 「山ちゃん美香の朝ドキッ!」田村美香のカバー出演。（2015年3月3日放送）本番中にストップウオッチのアラームが鳴ってしまい、リスナーから“アラーム佑花”と名付けられた。[17]（2015年6月10日、11日）2015年3月同様に田村美香のカバー出演。[18]
- 「朝刊さくらい」宮地麻理子のカバー出演。（2015年3月9日-11日、16日[19]、11月24日[20]）
- 「カーナビラジオ午後一番!」2016年3月7日、8日（山根あゆみのカバー出演）[21][22]
- 「藤田伸二の生涯、ヤンチャ主義」！（2017年7月2日～）[23]
- 佐々木佑花 ココcolor(2018年4月7日-)
- HBCニュース不定期
- 道新ニュース不定期